# The Last Great American Dynasty (pjesma Taylor Swift)
"The Last Great American Dynasty" je pjesma američke kantautorice Taylor Swift s njenog osmog studijskog albuma, Folklore (2022.). Pjesmu su napisali i Swift i Dessner, a producirao ju je samo Dessner. 
Swift je pjesmu napisala inspirirana životom američke društvene osobe Rebeke Harkness, bivše vlasnice njezine vile na Rhode Islandu. U stihovima, Swift se prisjeća Harknessinog bogatstva koje je naslijedila od supruga i dekadentnog načina života, koji je postao trač u gradu. U posljednjem refrenu, ona povlači paralele između Harknessova i njezina života, implicirajući kako su ih drugi pomno promatrali zbog njihovih osobnih životnih stilova.
U recenzijama Folklora, kritičari su hvalili narativne tekstove pjesme i produkciju te su istaknuli kako je prikazala Swiftino pisanje pjesama iz perspektive trećeg lica. "The Last Great American Dynasty" ušla je među deset najboljih u Australiji, Maleziji i Singapuru, a među dvadeset najboljih u Kanadi, Novom Zelandu i Sjedinjenim Državama. Neke publikacije smjestile su pjesmu na svoje popise najboljih glazbenih pjesama 2020. Swift je uvrstila pjesmu "The Last Great American Dynasty" na set listu turneje "The Eras Tour" (2023.).

## Pozadina
S ciljem brzog i primamljivog zvuka, američki glazbenik Aaron Dessner skladao je instrumental za "The Last Great American Dynasty", inspiriran električnim gitarama na albumu Radiohead, In Rainbows (2007.). Uzorak glazbe poslao je američkoj kantautorici Taylor Swift, koja se zbog pandemije COVID-19 izolirala; svidio joj se zvuk i napisala je tekst pjesme u vrijeme kada bi Dessner otišao na trčanje i vratio se. Stihovi su inspirirani životom američke socijalistice Rebekah Harkness, o kojoj je Swift željela pisati još otkako je kupila Holiday House 2013.
U intervjuu za Entertainment Weekly 2020., Swift je otkrila da je za Harknessa prvi put saznala od agenta za nekretnine koji ju je proveo kroz imanje. Slijedom toga, pjevačica je počela puno čitati o Harknessinom životu i njezine su priče bile zanimljive. To je dovelo do razvoja paralela između Harkness i nje, obje su "dame koje žive u onoj kući na brdu o kojoj svi tračaju". Swift je izjavila da je tražila priliku da piše o Harknessu, a konačno ju je našla kada je čula instrumentalnu pjesmu koju je poslao Dessner. Swift je koristila narativni uređaj u stihovima pjesme koji se obično nalazi u country glazbi.
"The Last Great American Dynasty" je folktronica i gitarska pop melodija koja obuhvaća alternativnu produkciju sklonu indieu, koristeći klasične instrumente poput slide gitare, viole, violine i bubnjeva.

## Zasluge
- Taylor Swift – vokal, tekstopisac
- Aaron Dessner – produkcija, pisanje pjesama, snimanje, programiranje bubnjeva, klavijature, udaraljke, klavir, sintesajzer, bas gitara, električna gitara, slide gitara
- Bryce Dessner – orkestracija
- Rob Moose – orkestracija, violina, viola
- J.T. Bates – bubnjevi
- Jonathan Low – miksanje, snimanje
- Laura Sisk – vokalno inženjerstvo
- Randy Merrill – mastering

## Ljestvice
| Ljestvice              | Najviša pozicija |
| ---------------------- | ---------------- |
| Australija             | 7                |
| Austrija               | 56               |
| Belgija                | 40               |
| Kanada                 | 13               |
| Malezija               | 10               |
| Novi Zeland            | 13               |
| Portugal               | 81               |
| Singapur               | 9                |
| SAD                    | 6                |
| Švedska                | 87               |
| Ujedinjeno Kraljevstvo | 18               |